# الاتحاد الفلسطيني لكرة القدم
تأسس الاتحاد الفلسطيني لكرة القدم في عام 1928 وانضم إلى الاتحاد الدولي لكرة القدم في 1998 وانضم إلى الاتحاد الآسيوي لكرة القدم في 1998.

## نبذة تاريخية

### فلسطين وكرة القدم
تعود علاقة فلسطين بكرة القدم لبدايات القرن العشرين الذي شهدت السنوات الثماني والثلاثين الأولى منه محطات مضيئة على صعيد إرساء دعائم كرة القدم حيث تشكل أول فريق كروي عام 1908 في مدرسة الروضة في القدس، وازدهرت كرة القدم في بداية العشرينيات إبان فترة الاحتلال البريطاني لفلسطين، وتأسس الاتحاد الفلسطيني لكرة القدم عام 1928 في مدينة القدس، وانضمت فلسطين رسمياً للاتحاد الدولي لكرة القدم عام 1929، وشاركت فلسطين في تصفيات كأس العالم سنة 1934 والذي اقيم في إيطاليا، وكانت نتيجة مباراتي فلسطين امام مصر هي الفاصلة في الوصول إلى نهائيات مونديال إيطاليا 1934 وخسرت فلسطين مباراتيها امام مصر في القدس والقاهرة وتأهلت مصر إلى النهائيات. وشاركت فلسطين في تصفيات كأس العالم 1938 وعلى ضوء ذلك كان المنتخب الوطني الفلسطيني لكرة القدم أول منتخب عربي آسيوي يشارك في تصفيات كأس العالم وهي حقيقة تغيب عن بال الكثيرين في ضوء الاخفاقات التي عانت منها الكرة الفلسطينية لاحقا.
ثم ازدهرت الكرة الفلسطينية في بداية الثلاثينيات والأربعينيات ونشأت العديد من الفرق الفلسطينية ومنها نادي الدجاني والأرثوذكسي في القدس، ونادي إسلامي يافا وإسلامي حيفا، والنادي القومي وعكا الرياضي في عكا، ونادي غزة الرياضي والنادي العربي والنادي الأرثوذكسي في غزة ومن أشهر اللاعبين الفلسطينيين في تلك الفترة جبر الزرقة، جورج مارديني ،ميشيل الطويل، عبد الرحمن الهباب ،رشاد الشوا، حيدر عبد الشافي ،جورج رشماوي.
وشهدت الفترة ذاتها تطورا ملحوظا للكرة الفلسطينية، وأقيمت المباريات الرسمية والودية على ملاعب القدس ويافا وحيفا وغزة وغيرها من المدن الفلسطينية، إضافة إلى استضافة الفرق العربية من الدول المجاورة سورية ولبنان ومصر والأردن وبعد أحداث النكبة عام 1948 ونتيجة للعدوان الإسرائيلي وتهجير الشعب الفلسطيني من أرضه، تشتت نجوم الكرة الفلسطينية في مخيمات اللاجئين في العديد من الدول العربية المجاورة والشتات.
مالبثت الكرة الفلسطينية ان استعادت عافيتها من جديد وظهرت فرق فلسطينية جديدة في فلسطين والشتات كان أساسها اللاعبون النازحون من المدن الفلسطينية الرئيسة، وكانت أول مشاركة فلسطينية على المستوى العربي مشاركة المنتخب الفلسطيني القادم من غزة ولاعبي الشتات في الدورة العربية الأولى بالإسكندرية عام 1953، والدورات العربية اللاحقة وكان الإنجاز الأكبر للكرة الفلسطينية وصولها إلى المربع الذهبي في الدورة العربية الرابعة بالقاهرة عام 1964.
وشهد قطاع غزة في سنوات الستينيات تقدما كروياً في ظل انتظام المسابقات الرسمية للدوري والكأس، حيث شاركت الفرق الفلسطينية في الضفة الغربية بمسابقات الدوري الأردني.

### الانتكاسة الثانية للكرة الفلسطينية اقترنت بالنكسة
توقف النشاط الكروي في الأراضي الفلسطينية المحتلة في الضفة وغزة حتى عام 1973 عندما بدأت الفرق الفلسطينية تعود إلى الملاعب وتكونت خارج الوطن المنتخبات والفرق التي حافظت على مشاركتها العربية، برعاية المجلس الفلسطيني الأعلى للشباب والرياضة أحد مؤسسات منظمة التحرير الفلسطينية، وفي الأراضي الفلسطينية المحتلة أنشئت رابطة الأندية الرياضية في غزة والضفة الغربية التي استطاعت تسيير الحركة الرياضية الفلسطينية في ظل ظروف بالغة الصعوبة والتعقيد نتيجة ممارسات الاحتلال الإسرائيلي.

## عودة الكرة الفلسطينية وإنجازاتها
ومع عودة السلطة الوطنية الفلسطينية إلى الوطن عام 1994 دخلت الكرة الفلسطينية عهدا جديدا بإعادة تشكيل وانتخاب الاتحاد الفلسطيني لكرة القدم وإعادة عضويته في الاتحاد الدولي لكرة القدم ((الفيفا)) والاتحاد الآسيوي بمساعدة رئيس الاتحاد العربي الأمير فيصل بن فهد بن عبد العزيز والاتحادات العربية.
و في العام 1998 انتظمت المسابقات الرسمية المحلية وعادت الكرة الفلسطينية للمشاركة في البطولات العربية من خلال بطولات الاندية والبطولات العربية وفي المسابقات الدولية والقارية.
وسجلت أول مشاركة رسمية للمنتخب الوطني عربيا في تصفيات كأس العرب التي اقيمت في لبنان 1998. كما شارك المنتخب الوطني الفلسطيني في الدورة العربية التاسعة التي اقيمت في الأردن عام 1999 حيث تمكن المنتخب من الحصول على الميدالية البرونزية فيها، كما اختار الاتحاد الآسيوي لكرة القدم منتخب فلسطين كأحسن فريق في آسيا عن شهر أغسطس 1999، وشارك المنتخب الفلسطيني في كأس آسيا 2000 في قطر وفي بطولة غرب آسيا الأولى (كأس الحسين) في الأردن.
وفي عام 2001 وبعد أكثر من 66 عاماً، عادت فلسطين إلى المشاركة في تصفيات كأس العالم وحصل المنتخب الفلسطيني على المركز الثاني في المجموعة التي ضمته بعد قطر واختير كأحسن فريق آسيوي عن شهر مارس 2001، كما شارك في دورة ألعاب غرب آسيا بالكويت وفي بطولة اتحاد غرب آسيا لكرة القدم 2002 والتي أقيمت في سوريا وشارك المنتخب الأولمبي الفلسطيني في دورة الألعاب الآسيوية (بوسان).
وعلى صعيد بطولات الأندية الآسيوية، شاركت الأندية الفلسطينية في تصفيات آسيا للأندية أبطال الدوري والكأس حيث صعد فريق الأقصى الفلسطيني للدور الثاني لبطولة الأندية أبطال الكؤوس على حساب فريق القوة الجوية العراقي وصعد أيضاً فريق القدس إلى الدور الثاني على حساب فريق أهلي صنعاء اليمني.
وعلى صعيد منتخبات الناشئين شارك منتخبا فلسطين للشباب والناشئين في تصفيات آسيا للشباب والناشئين في الإمارات العربية المتحدة واليمن.
وقدمت الكرة الفلسطينية في حقبة التسعينات أي منذ عودة الكرة الفلسطينية إلى الكرة العربية والآسيوية العديد من لاعبي المنتخب الوطني الفلسطيني لكرة القدم أمثال صائب جندية كابتن المنتخب الذي احترف في صفوف الحسين اربد الأردني وفادي أبو لطيفة الذي احترف في صفوف الفيصلي الأردني وخلدون فهد ومحمد السويركي في الجزيرة، وزياد الكرد الوحدات الأردني وجمال الحولي وعبد الله الصيداوي ورمزي صالح.
وشارك المنتخب الوطني الفلسطيني في بطولة كأس العرب (بطولة الأمير فيصل بن فهد الثامنة لكأس العرب) والتي اقيمت في الكويت في ديسمبر 2002 وحقق المركز الثالث.
ومع بداية العام 2008 ضغطت الاندية باتجاه تغيير الاتحاد فجرت الانتخابات بحضور ممثلي الفيفا وتم انتخاب مجموعة جديدة لقيادة دفة الاتحاد بقيادة اللواء جبريل الرجوب.
ورغم حداثة عهد الاتحاد الجديد إلا أن انجازاته بدأت تظهر على الأرض من خلال استكمال بطولة الدرع للعام 2008 والتي فاز بها فريق ثقافي طولكرم، وتجميع المنتخب استعدادا لخوض غمار بطولة غرب آسيا.
وقبل اكمال الحديث في هذه العجالة يجدر التذكير بقصة احتراف حارس مرمى المنتخب رمزي صالح في فريق الأهلي المصري، كما تجدر الإشارة إلى أن اللاعب المحترف فادي أبو لطيفة يستطيع الحصول على لقب هدّاف الدوري الأردني لثلاث سنوات ومع ثلاثة فرق مختلفة هي الفيصلي والوحدات وشباب الأردن. كما التحق بركب المحترفين مؤخرا اللاعب مالك البرغوثي في عداد الجزيرة الأردني. وبرز اللاعبون الفلسطينيون المحترفون في الاندية التشيلية والكويتية والمصرية والسورية، نذكر منهم على سبيل المثال لا الحصر ماجد أبو سيدو، محمد منصور، روبيرتو علام.

## الرؤية
أن يكون الاتحاد الفلسطيني مؤسسة مهنية مرجعية في مجال النهوض بالواقع الكروي الفلسطيني على المستويات المحلية والعربية والدولية.

## الرسالة
تبنيّ البرامج والسياسات الكفيلة بتحقيق تغيير نوعي على مستوى كافة مدخلات النشاط الكروي في فلسطين وبما يحقق نقلة نوعية في مستوى الأداء الكروي والفكر الاحترافي والممارسة الإدارية للقائمين على الأندية الفلسطينية وذوي العلاقة بالشأن الكروي فنيين وإعلاميين، وبما يؤسس للتوافق على إستراتيجية وطنية شاملة تستلهم عناصر الإنجاز والفعل.

## استراتيجيات العمل في الاتحاد
- التوافق على إستراتيجية شاملة بعيدة عن المحاصصة والتجاذبات الاجتماعية والسياسية
- التواصل مع الهيئات العربية والدولية
- توظيف الإمكانات والكفاءات والمساعدات المحلية والدولية لصالح تحقيق نهضة شاملة
- تحييد الأجندة الشخصية والحسابات الضيقة واستبدالها برؤى وطنية تعبر عن مصالح المجموع لا الأفراد
- الاحتكام إلى الموضوعية وتحقيق التكاملية بين المؤسسات الرياضية الفلسطينية.[2]

## منهجية العمل في الاتحاد
- ورش عمل تشخيصية للواقع الرياضي بكافة مدخلاته
- دورات تأهيلية لذوي الشأن بالقطاع الكروي إداريين وحكام وإعلاميين
- إعداد المشاريع الريادية – البنية التحتية- وتنفيذها
- تبنيّ آليات واضحة المعالم للدوري في درجاته المختلفة وتطبيقها
- الاحتكام للصالح العام والانطلاق من خطط متكاملة على المديين القريب والبعيد.[2]

## الأهداف الإستراتيجية للاتحاد
- الإسهام في تطوير أداء العاملين في القطاع الرياضي وقدراتهم الإدارية والفنية على كافة المستويات
- إحداث تغيير نوعي في الواقع الكروي الفلسطيني
- تحقيق تكامل مع جهود وزارة الشباب والرياضة في ما يرتبط بكرة القدم
- تطوير النظام المؤسساتي للاتحاد وموارد الاتحاد
- إيجاد أرضية للإفادة من الجهود التي تبذلها وزارة التربية في مجال الرياضة المدرسية
- نشر ثقافة المنتخبات التخصصية القطاعية (منتخب وطني، منتخب عسكري، منتخب أولمبي، منتخب ذوي احتياجات خاصة، منتخب نسائي)
- تحقيق نقلة نوعية في مستوى النتائج التي تحققها الفرق الفلسطينية على الصعيدين العربي والدولي.[2]